# Biéville-Quétiéville
Biéville-Quétiéville é uma ex-comuna francesa na região administrativa da Normandia, no departamento de Calvados. Estendeu-se por uma área de 19,65 km². Em 2010 a comuna tinha 543 habitantes (densidade: 27,6 hab./km²).
Em 1 de janeiro de 2017 foi fundida com a comuna de Saint-Loup-de-Fribois para a criação da nova comuna de Belle Vie en Auge.